# Martin Grötschel
Martin Grötschel (Schwelm, 10 de setembro de 1948) é um matemático alemão. É desde 1 de outubro de 2015 presidente a Academia das Ciências de Berlim.
Foi palestrante convidado do Congresso Internacional de Matemáticos em Madrid (2006).

## Prêmios e condecorações
No curso de sua carreira de pesquisador Martin Grötschel recebeu vários prêmios por suas contribuições para a otimização matemática, incluindo o Prêmio Fulkerson de 1982, o Prêmio George B. Dantzig de 1991 e o Prêmio Gottfried Wilhelm Leibniz da Deutsche Forschungsgemeinschaft em 1995. Em 2006 recebeu a Medalha Alwin Walther da Universidade Técnica de Darmstadt e o Prêmio Teoria John von Neumann do Instituto de Pesquisa Operacional e Gestão Científica.
Recebeu a Medalha Cantor de 2021 da Associação dos Matemáticos da Alemanha..

## Obras
- com Volker Mehrmann, Klaus Lucas (Eds.): Produktionsfaktor Mathematik – wie die Mathematik die Wirtschaft bewegt. Springer 2009.
- com Alexander Schrijver e László Lovász: Geometric algorithms and combinatorial optimization. Springer 1988, 2.ª Edição 1993.
- com R. L. Graham und L. Lovász (Eds.): Handbook of Combinatorics, 2 Vols. MIT Press, Elsevier 1995.